# Live at Watkins Glen
Live at Watkins Glen es un álbum en directo del grupo canadiense de rock The Band, publicado en 1995 y presentado por Capitol Records como una grabación en directo en el festival de rock Summer Jam at Watkins Glen, organizado a las afueras de Watkins Glen, Nueva York, el 28 de julio de 1973 frente a 600.000 personas.
A pesar de presentarse como álbum en directo, es una recopilación de temas en directo y de temas de estudio con postproducción. Existe varias razones para creer que poco contenido del álbum procede del concierto. En primer lugar, el tono del bajo y de la batería cambia entre las selecciones de los temas en directo. Además, la lista de canciones interpretada difiere de las canciones tocadas por el grupo en la época. 
Los temas proceden de tres fuentes distintas: de conciertos en la Academia de la Música entre 1971 y 1972, que acabarían por publicarse en Rock of Ages; de outtakes de estudio de 1973, y del concierto Summer Jam.

## Lista de canciones
1. "Back to Memphis" (Chuck Berry) - 6:16
2. "Endless Highway" (Robbie Robertson) - 5:18
3. "I Shall Be Released" (Bob Dylan) - 4:24
4. "Loving You Is Sweeter than Ever" (Ivy Jo Hunter/Stevie Wonder) - 3:25
5. "Too Wet to Work" (Garth Hudson) - 3:29
6. "Don't Ya Tell Henry" (Dylan) - 4:01
7. "The Rumor" (Robertson) - 4:57
8. "Time to Kill" (Robertson) - 4:54
9. "Jam" (The Band) - 3:02
10. "Up on Cripple Creek" (Robertson) - 4:48

## Personal
- The Band: producción
- Rick Danko: bajo y voz
- Levon Helm: batería, mandolina y voz
- Garth Hudson: órgano y clavinet
- Richard Manuel: piano, batería, clavinet y voz
- Robbie Robertson: guitarras